# Magadha redunca
Magadha redunca är en insektsart som beskrevs av Chen, Yang och Wilson 1989. Magadha redunca ingår i släktet Magadha och familjen vedstritar. Inga underarter finns listade i Catalogue of Life.